# 김용암
김용암(1939년 5월 5일 ~ )은 대한민국의 정치인이다. 제45대 영양군수를 역임했다.

## 역대 선거 결과
|  | 30.82% |

|  | 55.14% |

|  | 39.93% |